# محطة قطار سعيدة
محطة سعيدة هي محطة سكة حديدية جزائرية تقع في إقليم بلدية سعيدة، بولاية سعيدة .

## التموقع في السكة الحديدية
تقع المحطة على ارتفاع 871 متر، عند نقطة الكيلومترية (PK) 101 من الخط الممتد من مولاي سليسن إلى سعيدة [الفرنسية]، وهي المحطة النهائية حيث تسبقها محطة يوب. بالإضافة إلى ذلك فهي محطة الأصل (PK) 0 للخط من سعيدة إلى تيارت [الفرنسية] حيث يتبعها محطة عين كرمس [الفرنسية].

## تاريخ
وُضعت المحطة في الخدمة في11 مايو 2017 أثناء افتتاح خط مولاي سليسن إلى سعيدة.

## خدمة الركاب

### خدمة
تخدم المحطة القطارات الإقليمية :
- وهران - سعيدة,[1] ؛
- سيدي بلعباس –  فرندة.

## معرض الصور

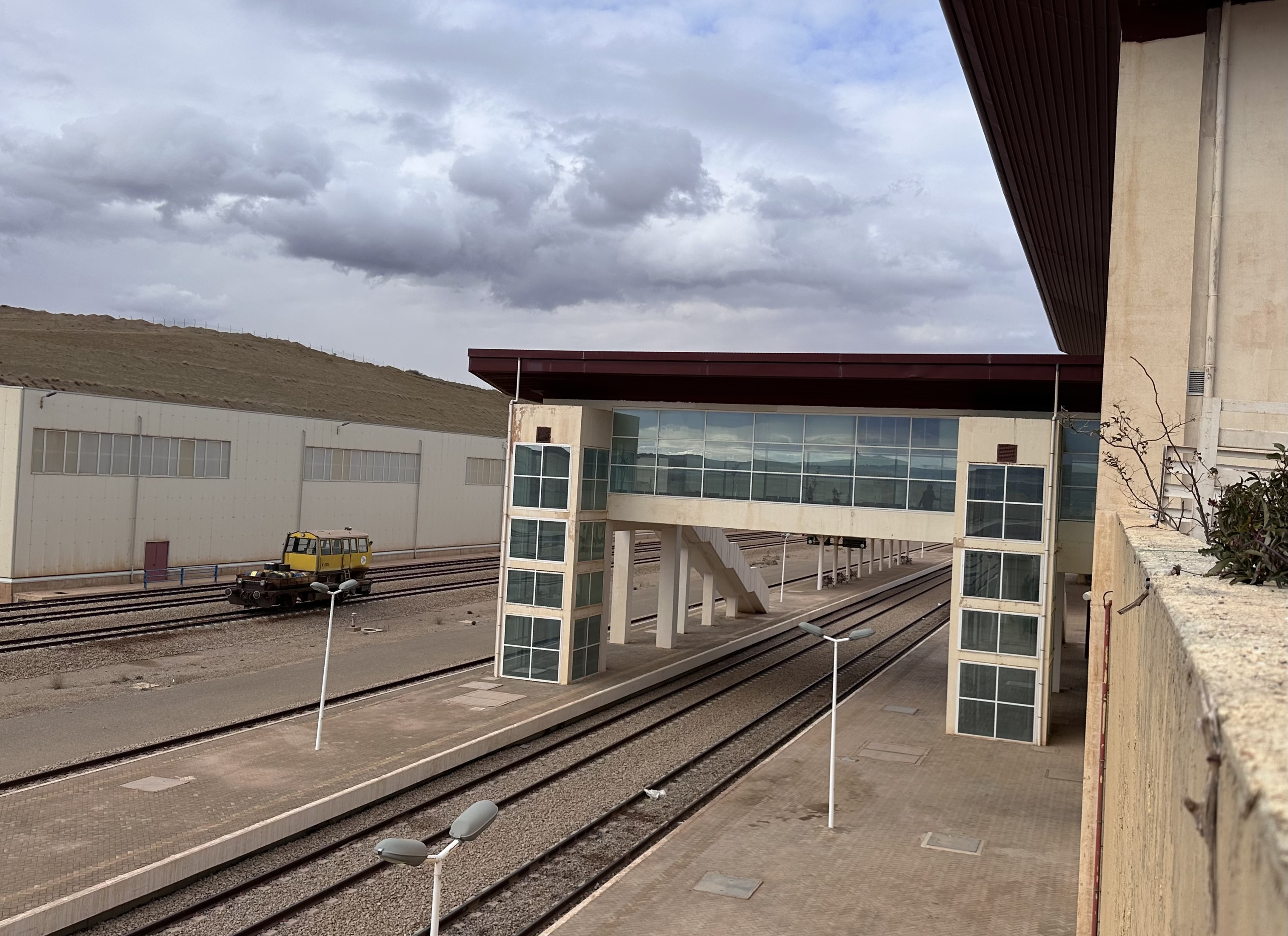
الوصول إلى المنصات
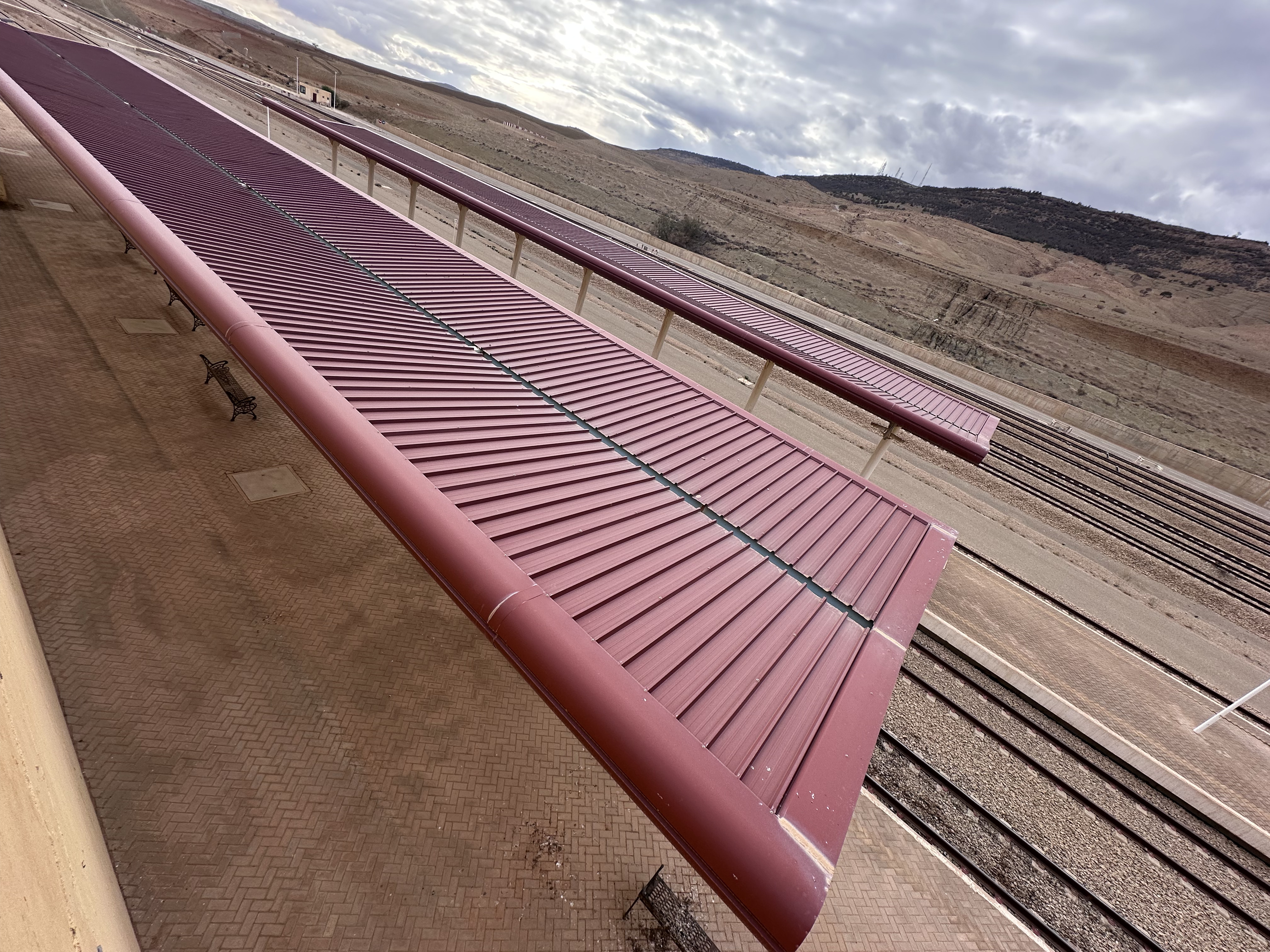
الأحواض

### روابط خارجية
- "SNTF". Société nationale des transports ferroviaires (SNTF). مؤرشف من الأصل في 2025-05-05..